# Никодим Сливенски
Никодим е епископ на Българската православна църква, митрополит на Сливенската епархия от 1947 до 1980 година.

## Биография
Роден на 18 януари (30 януари нов стил) 1895 година в Русе със светското име Николай Николов Пиперов. Завършва с отличие Софийската духовна семинария, след което получава бакалавърска степен по богословие от Оксфордския университет. Служи като протосингел на Пловдивската митрополия в периода 1925 – 1927 година. В 1927-1929 година е игумен на Бачковския манастир. През 1929 – 1936 година е учител в Пловдивската духовна семинария. През 1936-1938 година отново е протосингел на Пловдивската митрополия. През 1939 г. е назначен за главен секретар на Светия синод, какъвто остава до 1941 година.
На 29 януари 1939 година е ръкоположен за титулярен стобийски епископ.
В 1941 година епископ Никодим Стобийски е назначен за ректор Пловдивската духовна семинария. Поради съюзническите бомбардировки през Втората световна война, епископ Никодим е принуден да евакуира семинарията в южното крило на Бачковския манастир. Пожар в това крило през нощта на 10 декември 1947 година унищожава голяма част от библиотеката на семинарията.
На 6 юли 1947 година е избран за сливенски митрополит. Митрополит Никодим ръководи епархията в първите години на антирелигиозното комунистическо управление. Същевременно пише статии и заедно със свещеник Цветан Попхристов написва „Учебник по основно богословие“, издаден от Светия синод в 1934 година, редактира беседи за православните християнски братства под надслов „Евангелски уроци“. Митрополит Никодим има голям авторитет сред духовенството в епархията и в страната, а тъй като дълги години завежда външния отдел на Църквата е добре приет и в целия православен християнски свят.
Умира на 23 януари 1980 година в Сливен.

## Творби
1. «Действительность англиканского рукоположения», доклад на Совещании глав Православных Церквей. Москва, 1948 г.
2. „Някои впечатления от Русия“, септември 1948, „Църковен вестник“, № 29-30
3. „До негово превъзходителство генералисимус Й. В. Сталин от Светия Синод“, 12 декември 1949, „Църковен вестник“, № 43-44
4. „Коледно послание от Светия Синод“, 1 януари 1951, „Църковен вестник“, № 1-3
5. „Великденско послание от Светия Синод“, 12 април 1952, „Църковен вестник“, № 17-18[1]